# تپه چغا آقا حسن
تپه چغا آقا حسن در شهرستان چرداول، بخش مرکزی، روستای صید نظری واقع شده و این اثر در تاریخ ۹ اردیبهشت ۱۳۸۲ با شمارهٔ ثبت ۸۴۸۷ به‌عنوان یکی از آثار ملی ایران به ثبت رسیده است.